# Pseudochromis elongatus
Pseudochromis elongatus är en fiskart som beskrevs av Lubbock, 1980. Pseudochromis elongatus ingår i släktet Pseudochromis och familjen Pseudochromidae. Inga underarter finns listade i Catalogue of Life.